# Едафічна рослинна формація
Едафічна рослинна формація — рослинна формація, наявність якої в даному місці зумовлена переважно характером ґрунту.
До фізичних едафічних  факторів середовища відносяться: вологоємність, теплозабезпечення,  механічний склад і проникність ґрунту. 